# The Serpent’s Egg
The Serpent’s Egg (в переводе с англ. — «Змеиное яйцо») — четвёртый студийный альбом группы Dead Can Dance, выпущенный на британском лейбле 4AD в октябре 1988 года. При записи альбома был использован 58 струнный китайский инструмент янцинь.

## Об альбоме
Песня «The Host of Seraphim» была впоследствии использована в таких фильмах как «Барака» Рона Фрике, «Легенды ночных стражей» Зака Снайдера, «Мгла» Фрэнка Дарабонта, «Агент Вексилл» Фумихико Сори и «Игра Рипли» Лилианы Кавани.

## Список композиций
1. «The Host of Seraphim» — 6:18
2. «Orbis de Ignis» — 1:35
3. «Severance» — 3:22
4. «The Writing on My Father’s Hand» — 3:50
5. «In the Kingdom of the Blind the One-Eyed Are Kings» — 4:12
6. «Chant of the Paladin» — 3:48
7. «Song of Sophia» — 1:24
8. «Echolalia» — 1:17
9. «Mother Tongue» — 5:16
10. «Ullyses» — 5:09